# Sukorady (ort i Tjeckien, Mellersta Böhmen)
Sukorady är en ort i Tjeckien.   Den ligger i regionen Mellersta Böhmen, i den centrala delen av landet, 60 km nordost om huvudstaden Prag. Sukorady ligger 220 meter över havet och antalet invånare är 279.
Terrängen runt Sukorady är huvudsakligen platt, men åt sydväst är den kuperad. Runt Sukorady är det ganska glesbefolkat, med 30 invånare per kvadratkilometer. Närmaste större samhälle är Mladá Boleslav, 9,0 km väster om Sukorady. Trakten runt Sukorady består till största delen av jordbruksmark.